# Metrobates artus
Metrobates artus är en insektsart som beskrevs av Anderson 1932. Metrobates artus ingår i släktet Metrobates och familjen skräddare. Inga underarter finns listade i Catalogue of Life.